# NFL Europe

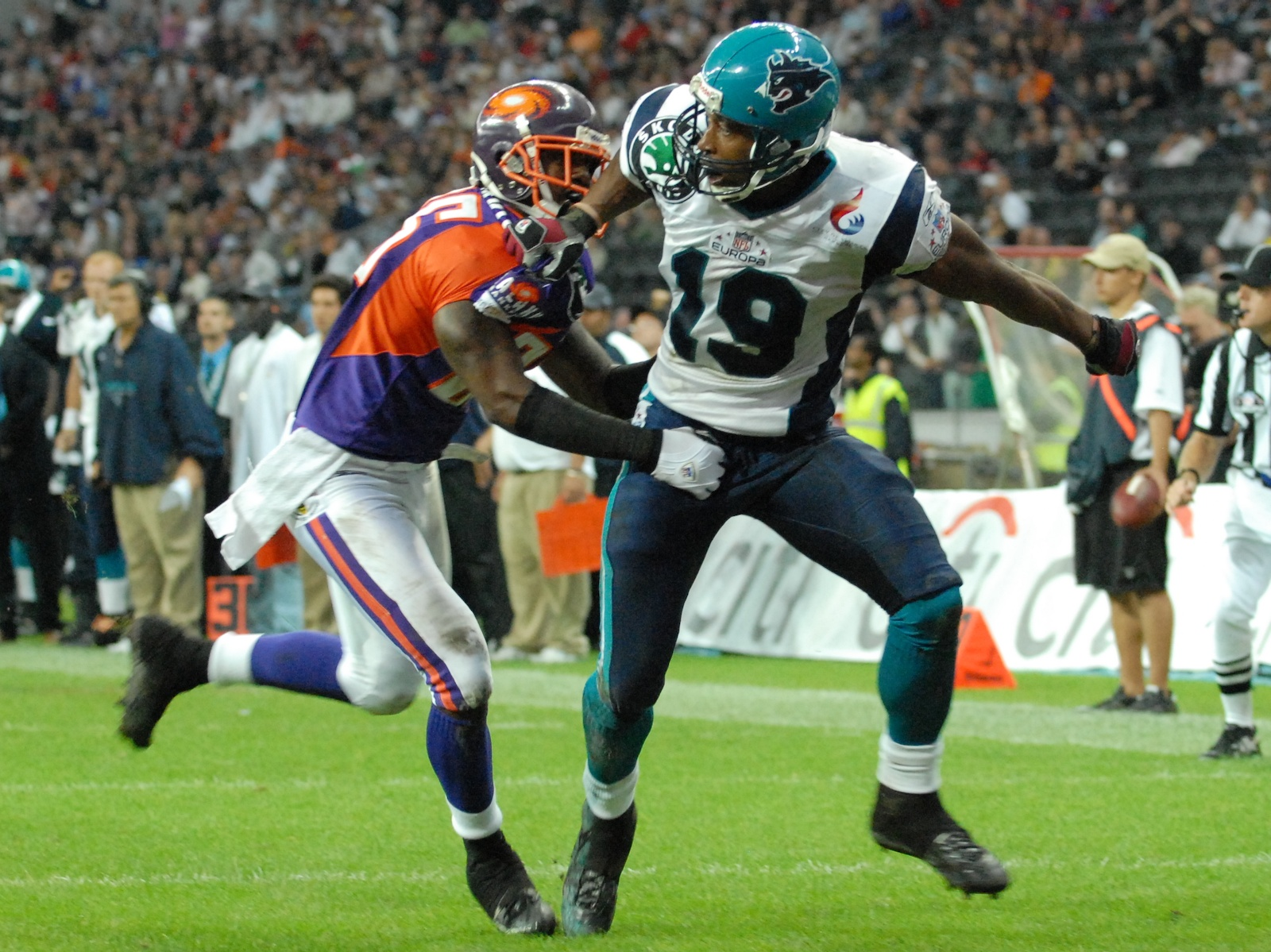
Zápas NFL Europe

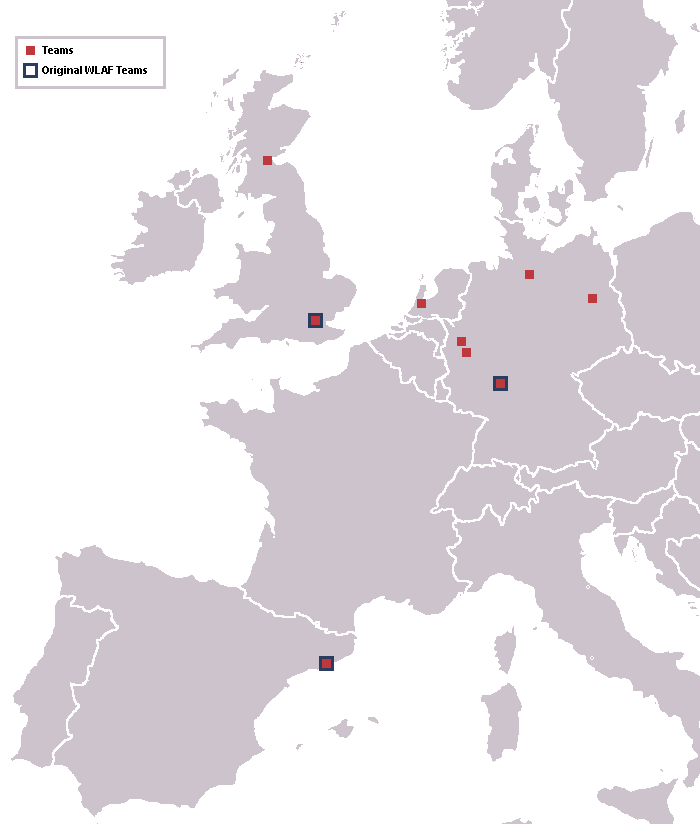
Mapa ligy NFL Europa v roce 2003

NFL Europe (dříve World League of American Football nebo zkráceně WLAF) byla profesionální liga amerického fotbalu, která fungovala v letech 1991 až 2007. Každá sezóna byla zakončena finálním zápasem World Bowl do kterého se dostaly dva nejlepší týmy. Světová liga byla založena roku 1991 na způsob jarní ligy. Sedm z deseti týmů bylo založeno v Severní Americe a další tři v Evropě. Tento formát trval dvě sezóny, v letech 1993–1994 byla liga zrušena.
| Země                               |
| ---------------------------------- |
| Spojené státy americké (1991–1992) |
| Kanada (1991–1992)                 |
| Německo (1991–2007)                |
| Španělsko (1991–2003)              |
| Nizozemsko (1995–2007)             |
| Velká Británie (1991–2004)         |

WLAF byla znovu založena v roce 1995 s šesti týmy, přičemž všechny týmy byly z Evropy. Roku 1998 byla liga přejmenovaná na NFL Europe League (spíše známá jako NFL Europe) a roku 2007 byla liga přejmenovaná na NFL Europa. Hra týmů v NFLE (dříve WLAF) měla být převážně pro mladší hráče National Football League, aby získali větší zážitek ze hry a lepší zkušenosti. Formát s šesti týmy z Evropy trval 12 sezón (1995–2007). 5 týmů bylo z Německa a jeden z Nizozemska. V roce 2007 zanikl tým z Nizozemska a krátce po jeho zániku, přesněji 29. června 2007 ohlásila liga NFL konec NFL Europe.
| Názvy ligy             |
| ---------------------- |
| WLAF (1991-1997)       |
| NFL Europe (1998-2006) |
| NFL Europa (2007)      |

## World League of American Football
Světová liga Americkeho Fotbalu byla založena v roce 1989 jednomyslným hlasováním majitelů NFL jako jarní ligu. Liga měla vzniknout pro mladší a teprve začínající hráče NFL, ale také pro hráče, kteří nedosahovali tolik výkonů aby mohli hrát základní sestavu v NFL, v plánu bylo také zaučit talentované hráče z Evropy kteří se dostali do NFL. WLAF napadla komisaře NFL Paula Tagliabue, poté, co uspěla mise NFL v Londýně. Do ligy bylo navrženo přesně 28 týmů.ovšem dostalo se pouze 10. 7 bylo ze Severní Ameriky a 3 z Evropy.V roce 1991 projevili zájem o ligu Japonsko a Rusko k založení týmů v těchto zemích však nedošlo .

## Sezóna 1991
První sezóna se odehrála v roce 1991, v této sezóně dominovali tři evropské týmy, které měli dohromady bilanci 24 výher a 6 porážek, zatím,co žádný severoamerický tým nedokázal dosáhnout lepší bilance než 5 výher a 5 porážek. London Monarchs vyhráli první World Bowl, který se odehrál na stadionu Wembley v Anglii. Tým Raleigh–Durham Skyhawks,který skončil s bilancí žádné výhry a 10 porážek,byl po roce 1991 zrušen a na rok 1992 přesunut do Ohia jako tým Glory.

## Sezóna 1992
23. října 1991 bylo potvrzeno, že liga bude pokračovat i v roce 1992
V roce 1992 se změnila dominantnost týmů v lize, žádný tým z Evropy neměl kladnou bilanci. Tuto sezónu vyhráli World Bowl tým Sacramento Surge, zápas se odehrál na stadionu Olympic, kde Sacramento porazilo Orlando 21:17, počet diváků byl 43 789.

## Sezóna 1995
WLAF měla dva roky pauzu a v roce 1994 ohlásil majitel NFL Roger Goodell, že se liga znova vrátí, ovšem pouze s evropskými týmy. Třetí sezóna ligy začala v dubnu 1995, do ligy přibyly 3 nové týmy z Evropy. World Bowl vyhrál tým Frankfurt Galaxy proti Amsterdamu Admirals 26:22.

## Sezóna 1996
Sezóna 1996 byla potvrzena deset dní před začátkem World Bowl´95, díky zkušenostem vice než 100 hráčů z WLAF hrálo Národní fotbalovou ligu v USA. Mezitím WLAF podepsala smlouvu s hráči, kteří byli slavnější v jiných ligách a sportech, například London Monarchs podepsali smlouvu s bývalou hvězdou Williamem Perrym a Scottish Claymores uzavřeli smlouvu s bývalým skotským hráčem ragby Gavinem Hastingem.

## Sezóna 1997
Tým London Monarchs byl přestěhován na stadion Stamford Bridge. Na konci sezóny byli obavy, že WLAF nemá příliš velkou podporu,kromě Německa a Nizozemska. Průměrná návštěvnost na Monarchs v letech 1995–1997 byla něco přes 10 000 diváků. Během Super Bowlu v San Diegu bylo rozhodnuto, že v lize nastanou změny: jedním z hlavních rozdílů byl, že WLAF se přejmenovala na NFL Europe (NFLE).

## NFL Europe

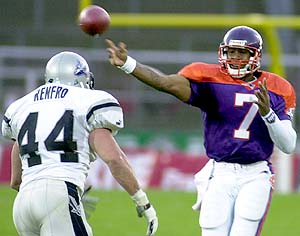
Michael Bishop z týmu Frankfurt Galaxy

V roce 1998 byla liga přejmenovaná na NFL Europe. Změnila také kvalifikace na World Bowl-po deseti zápasech se proti sobě postavili dva nejlepší týmy, které hráli o první místo v lize a trofej ve tvaru planety země. Tým Monarchs byl přejmenován na England Monarchs. V lize začali působit také hráči, kteří se dostali do profesionální ligy později, např. Kurt Warner, který hrál za Amsterdam Admirals.Scottish Claymores byli přestěhováni z Edinburghu do města Glasgow. Po sezóně 1998 zanikl tým England Monarchs a byl nahrazen týmem Berlin Thunder.

## Poslední sezóna a po té zastavení ligy
11. září 2006 byla liga oficiálně přejmenovaná na NFL Europa. V roce 2007 byla odehrána poslední sezóna NFL Europa, ligu tvořilo 6 týmů, 5 z Německa a jeden z Nizozemska. 29. června 2007 NFL úředně ohlásila že NFL Europa bude zrušena s okamžitou platností, ohlášení přišlo necelý týden po tom, kdy Hamburg Sea Devils porazil tým Frankfurt Galaxy 37:28 ve World Bowlu, který se odehrál ve Frankfurtu nad Mohanem, před 48 125 diváky. Komisař Národní fotbalové ligy Roger Goodell poděkoval fanouškům za podporu,ale řekl,že je na čase začít jinou mezinárodní misi.Údajně liga ztrácela 30 miliónů dolarů za sezónu

## Fakta o lize
Plán zastavit NFLE přišel už v roce 2002 z důvodu klesající průměrné návštěvnosti.
Před sezónou 2001 byl do ligy navržen tým z Irska, k jehož založení však nedošlo.
Krátce po sezóně 2007, než byla liga zastavena, vznikl návrh na zrušení týmu z Nizozemska a nechat 5 týmů z Německa, tím pádem by byla liga přejmenovaná na NFL Germany, z nedostatku finančních prostředků však návrh nebyl uskutečněn.
V roce 2010 zaznělo, že liga by se mohla znova objevit, zatím však je toto tvrzení nepravděpodobné.

## Týmy v lize WLAF/NFL Europe
- London Monarchs 1991–1998
- Barcelona Dragons 1991–2003
- Frankfurt Galaxy 1991–2007

Mapa WLAF a později NFL Europe/Europa

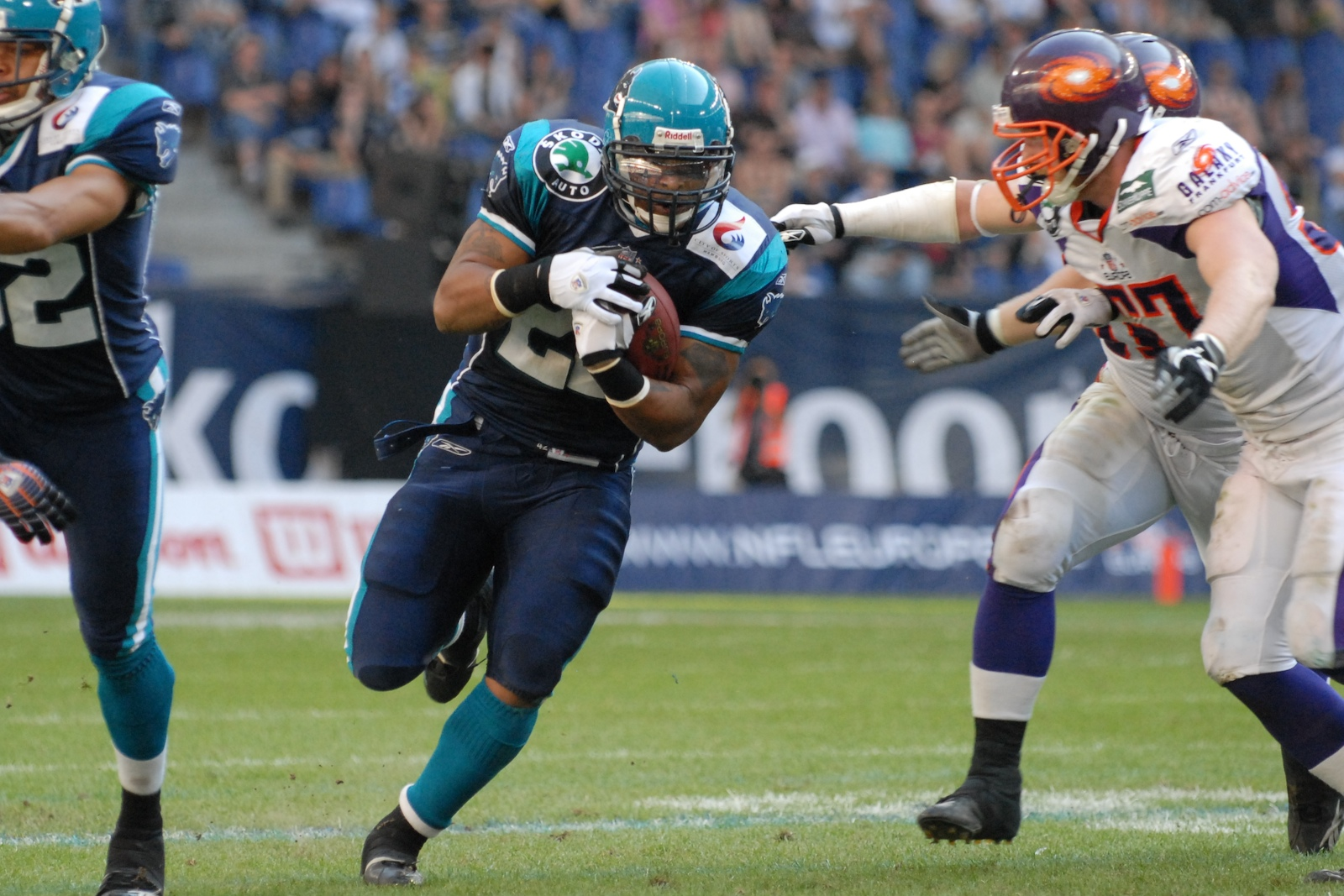
Poslední World Bowl, odehraný ve Frankfurtu

- New York/New Jersey Knights 1991–1992
- Sacramento Surge 1991–1992
- Raleigh–Durham Skyhawks 1991
- Orlando Thunder 1991–1992
- Ohio Glory 1992
- Montreal Machine 1991–1992
- San Antonio Riders 1991–1992
- Birmingham Fire 1991–1992
- Amsterdam Admirals 1995–2007
- Rhein Fire 1995–2007
- Scottish Claymores 1995–2007
- Berlin Thunder 1999–2007
- Cologne Centurions 2004–2007
- Hamburg Sea Devils 2005–2007